# Tanja Wedhorn

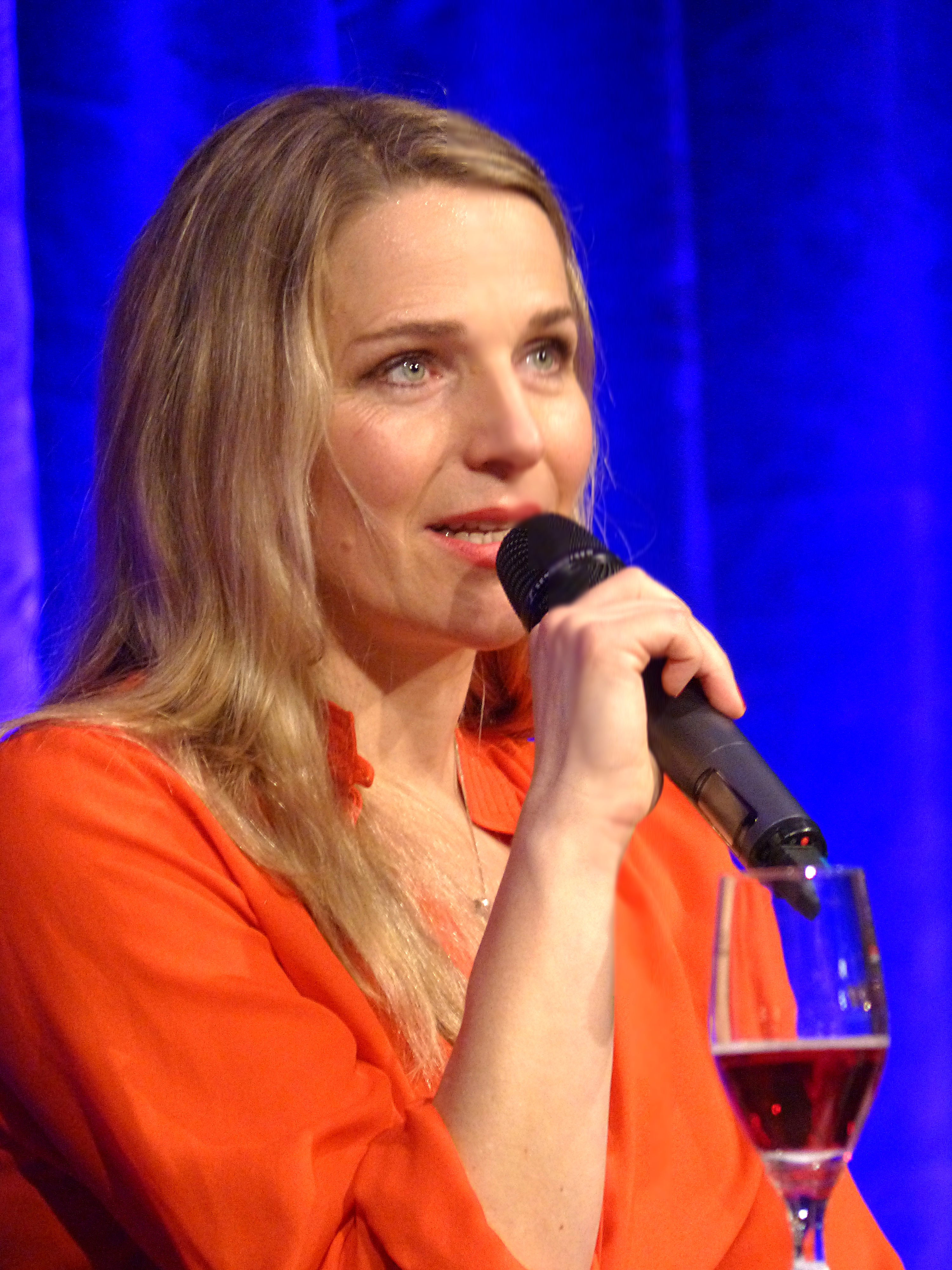
Tanja Wedhorn (2015)

Tanja Wedhorn (* 14. Dezember 1971 in Witten) ist eine deutsche Schauspielerin. Ihren Durchbruch hatte sie 2004 durch die Titelrolle der ersten deutschsprachigen Telenovela Bianca – Wege zum Glück. Weitere Bekanntheit erlangte sie durch ihre Hauptrollen in den Fernsehreihen Reiff für die Insel und Praxis mit Meerblick.

## Leben

### Herkunft, Ausbildung und Theater
Tanja Wedhorns Eltern führten in dritter Generation ein Reisebüro in Witten, bei dem sie mit einsteigen sollte, bis sie in den letzten Schuljahren auf dem Wittener Schiller-Gymnasium bei der Schultheater-AG Interesse am Schauspiel entwickelte.
Im Jugend- und Kulturzentrum WERK°STADT bekam sie mit der Titelrolle in Friedrich Dürrenmatts Der Besuch der alten Dame ihre erste Schauspielrolle. Danach spielte sie weitere Rollen in verschiedenen klassischen und modernen Bühnenstücken. Dadurch festigte sich ihr Berufswunsch, Schauspielerin zu werden. Nach ihrem Abitur begann sie aufgrund einer Absage von der Folkwangschule in Essen zunächst ein Lehramtsstudium, das sie später abbrach. 1994 wurde sie nach dem dritten Vorsprechen an der Universität der Künste in Berlin aufgenommen, wo sie bis 1998 studierte.
Nach Abschluss ihres Schauspielstudiums erhielt Wedhorn ihr erstes Engagement am Thalia Theater in Hamburg, wo sie als Emilie in Bertolt Brechts Baal debütierte. Anschließend gastierte sie mit dem Stück Spass beiseite in der Rolle der Anthea an der Tribüne Berlin und war festes Ensemblemitglied am Nationaltheater Mannheim. Gemeinsam mit ihrem Schauspielkollegen Oliver Mommsen stand sie ab 2010 wiederholt an der Komödie am Kurfürstendamm auf der Bühne. In Neil LaButes Komödie Lieber schön übernahm sie von 2015 bis 2018 neben Mommsen, Roman Knižka und ihrer damaligen Telenovela-Gegenspielerin Nicola Ransom die Rolle der Steph.

### Film und Fernsehen
Während ihres Schauspielstudiums erhielt Wedhorn eine durchgehende Nebenrolle als Julia Hauptmann in der RTL-Krimiserie SK-Babies. Von 2000 bis 2002 spielte sie in der ZDF-Familienserie Nesthocker – Familie zu verschenken als Nina Brandt, die Tochter der Serienhauptrolle Marianne Brandt (Sabine Postel), in einer der tragenden Rollen. Danach übernahm sie einige Gastrollen in weiteren Fernsehserien, wie Hallo Robbie!, In aller Freundschaft, SOKO München und Edel & Starck.
Ihren Durchbruch als Fernsehschauspielerin hatte Tanja Wedhorn 2004 in der ersten deutschen Telenovela Bianca – Wege zum Glück als Hausmädchen Bianca Berger, die mehrere Jahre unschuldig im Gefängnis verbracht hat, weil sie den Betrieb ihres Vaters in Brand gesteckt haben soll. Sie sprach mit Ein neues Leben, Biancas Traum vom Glück und Liebe findet ihren Weg insgesamt drei Hörbücher für die Serie ein. 2005 wurde sie mit der Goldenen Romy in der Kategorie Beliebtester weiblicher Shootingstar ausgezeichnet. Anschließend wirkte sie in mehreren Fernsehfilmproduktionen mit, in denen sie die Hauptrolle übernahm. In Das Traumschiff: Oman (Erstausstrahlung: Januar 2005) spielte sie an der Seite von Pascal Breuer ein frisch verliebtes Paar, das ohne ihre nervigen Schwiegereltern (Johanna von Koczian und Hans Peter Korff) den Orient genießen will. In Ulli Baumanns Filmkomödie Deutschmänner (Erstausstrahlung: Januar 2006) war sie in der Rolle der attraktiven Katharina, die als Beamtin in einer Ausländerbehörde die homosexuelle Beziehung der beiden Studenten Don (Carlo Ljubek) und Kalle (Matthias Koeberlin) verifizieren soll, zu sehen und spielte neben Doreen Jacobi als Kindermodendesignerin Marie Keller in einer der Titelrollen in der ZDF-Komödie Zwei Bräute und eine Affäre (Erstausstrahlung: November 2006).
In der von Marco Serafini inszenierten Romanverfilmung Barbara Wood: Sturmjahre (Erstausstrahlung: Januar 2007) übernahm Wedhorn die Hauptrolle der jungen englischen Arzttochter, der es im 19. Jahrhundert gelingt, trotz des Widerstands einiger Professoren als erste Frau zum Medizinstudium zugelassen zu werden. In dem Melodram Mein Herz in Afrika (Erstausstrahlung: November 2007) sah man sie an der Seite von Hannelore Elsner als Zoologin Dr. Verena Beckmann, die auf dem Weg zur Auffangstation in Kapstadt einen Autounfall hat und dabei schwer verletzt wird. In der siebenteiligen ZDF-Filmreihe Meine wunderbare Familie übernahm sie von 2008 bis 2010 an der Seite von Patrik Fichte die weibliche Hauptrolle der geschiedenen Hanna Sander. In der zweiteiligen Ruhrgebietskomödie London, Liebe, Taubenschlag spielte sie die junge Annina Kasper, die in London Karriere gemacht hat und nun für die Scheidung ihres Noch-Ehemanns Tom (Marco Girnth) in ihre alte Heimat in den Bochumer Stadtteil Wiemelhausen zurückkommt.
In dem romantischen Liebesfilm Ein Sommer im Elsass (Erstausstrahlung: April 2012) gab sie die frisch verlobte Schuhgeschäftsbesitzerin Jeanine Weiss. In der Fernsehkomödie Tür an Tür (Erstausstrahlung: Dezember 2013) war sie neben Thekla Carola Wied als junge Architektin Sophie Mehnert zu sehen, die gemeinsam mit ihrem noch verheirateten Freund Martin Ahlers (Bernhard Schir) so schnell wie möglich in eine Altbauwohnung ziehen möchte. In dem deutsch-italienischen Fernsehfilm Lebe lieber italienisch! (Erstausstrahlung: Februar 2014) spielte sie die Rolle der Martina Sanseviero, deren Ehe zu dem italienischen Ingenieur Paolo Sanseviero (Alessandro Preziosi) nicht so gut läuft.
Unter der Regie von Zoltan Spirandelli verkörperte sie die Hauptrolle der Molekularbiologin Maja in dem Fernsehmelodram Die Kraft, die Du mir gibst (Erstausstrahlung: Juni 2014). In der ZDF-Krimireihe Taunuskrimi war sie in dem zweiteiligen Film Die Lebenden und die Toten (Erstausstrahlung: Januar 2017) in einer Nebenrolle zu sehen; sie spielte die Transplantationskoordinatorin Bettina Hesse, deren Mann zum dritten Opfer eines Heckenschützen wurde. In den ARD-Fernsehfilmen Liebe verjährt nicht (Erstausstrahlung: März 2020) und Liebe ist unberechenbar (Erstausstrahlung: Januar 2021) war sie jeweils in der weiblichen Hauptrolle an der Seite von Heino Ferch zu sehen. Franziska Schlotterer besetzte sie als umsichtige Büroleiterin Anna Grawe in dem Filmdrama Im Netz der Gier (Erstausstrahlung: September 2024).
In der ARD-Reihe Reiff für die Insel spielte Wedhorn von 2012 bis 2015 die titelgebende Anwältin Katharina Reiff, die ihr juristisches Fernstudium beenden will und mit ihrem Helfersyndrom zu kämpfen hat. Seit 2017 verkörpert sie Nora Kaminski, eine Ärztin ohne Doktortitel, in der ARD-Reihe Praxis mit Meerblick.
Von Oktober 2020 bis Oktober 2023 spielte sie die Hauptrolle als eine an Brustkrebs erkrankte Lehrerin in der 24-teiligen ZDF-Fernsehserie Fritzie – Der Himmel muss warten.

### Privates
Tanja Wedhorn hat eine ältere Schwester, die in ihrer Geburtsstadt Witten wohnt und das Familienreisebüro fortführt.
Seit 2010 ist Tanja Wedhorn mit ihrem langjährigen Lebensgefährten, dem Politologen Simon Raiser verheiratet und hat mit ihm zwei Söhne (* 2007 und * 2011). Wedhorn lebt in Berlin-Neukölln.

## Filmografie

### Filme
- 2001: Das Schneeparadies
- 2003: Ein mörderisches Spiel
- 2003: Ihr schwerster Fall: Mord am Pool
- 2005: Mein Mann und seine Mütter
- 2006: Deutschmänner
- 2006: Zwei Bräute und eine Affäre
- 2007: Barbara Wood: Sturmjahre
- 2007: Schuld und Unschuld
- 2007: Mein Herz in Afrika
- 2009: Woche für Woche
- 2010: London, Liebe, Taubenschlag (Zweiteiler)
- 2011: Entführt: Vincent
- 2013: Papa auf Probe
- 2013: Tür an Tür
- 2014: Lebe lieber italienisch!
- 2014: Die Kraft, die Du mir gibst
- 2014: Die Lichtenbergs – zwei Brüder, drei Frauen und jede Menge Zoff
- 2016: Marie räumt auf
- 2016: Handwerker und andere Katastrophen
- 2017: Kleiner Junge, großer Freund
- 2020: Liebe verjährt nicht
- 2021: Liebe ist unberechenbar
- 2022: Klima retten für Anfänger
- 2024: Im Netz der Gier

### Fernsehserien und -reihen
- 1999–2003: SK-Babies (16 Folgen)
- 2000–2002: Nesthocker – Familie zu verschenken (29 Folgen)
- 2000: Rosamunde Pilcher: Ruf der Vergangenheit (Fernsehreihe)
- 2003: Tatort: Außer Kontrolle (Fernsehreihe)
- 2003: SK Kölsch (Folge: Ochsentour)
- 2004–2005: Bianca – Wege zum Glück (Telenovela, 224 Folgen)
- 2004: Hallo Robbie! (Folge: Ohnmacht)
- 2004: Inga Lindström: Begegnung am Meer (Fernsehreihe)
- 2004: In aller Freundschaft (Folge: Außer Rand und Band)
- 2004: SOKO 5113 (Folge: Durchgedreht)
- 2005: Das Traumschiff: Oman (Fernsehreihe)
- 2005: Edel & Starck (Folge: Ehre und Anstand)
- 2005: Balko (FFolge: Auf den Hund gekommen)
- 2007: Im Tal der wilden Rosen: Im Herzen der Wahrheit (Fernsehreihe)
- 2008–2017: SOKO Köln (verschiedene Rollen, 2 Folgen)
- 2008–2010: Meine wunderbare Familie (Fernsehreihe, 7 Folgen) → siehe Episodenliste
- 2012: Ein Sommer in … – Ein Sommer im Elsass (Fernsehreihe)
- 2012: SOKO Wismar (Folge: Ohne Abschied)
- 2012–2015: Reiff für die Insel (Fernsehreihe, 5 Folgen) → siehe Episodenliste
- 2014: Der Kriminalist (Folge: Tod im Paradies)
- 2015: Küstenwache (Folge: Fluch der Wahrheit)
- 2016: Kreuzfahrt ins Glück: Hochzeitsreise an die Loire (Fernsehreihe)
- 2016: Die Chefin (Folge: Hexenjagd)
- 2017: Die Lebenden und die Toten – Ein Taunuskrimi (Fernsehreihe)
- 2017: Die Eifelpraxis – Eine Dosis Leben (Fernsehreihe)
- seit 2017: Praxis mit Meerblick (Fernsehreihe) → siehe Episodenliste
- 2020–2023: Fritzie – Der Himmel muss warten (24 Folgen)

## Theater (Auswahl)

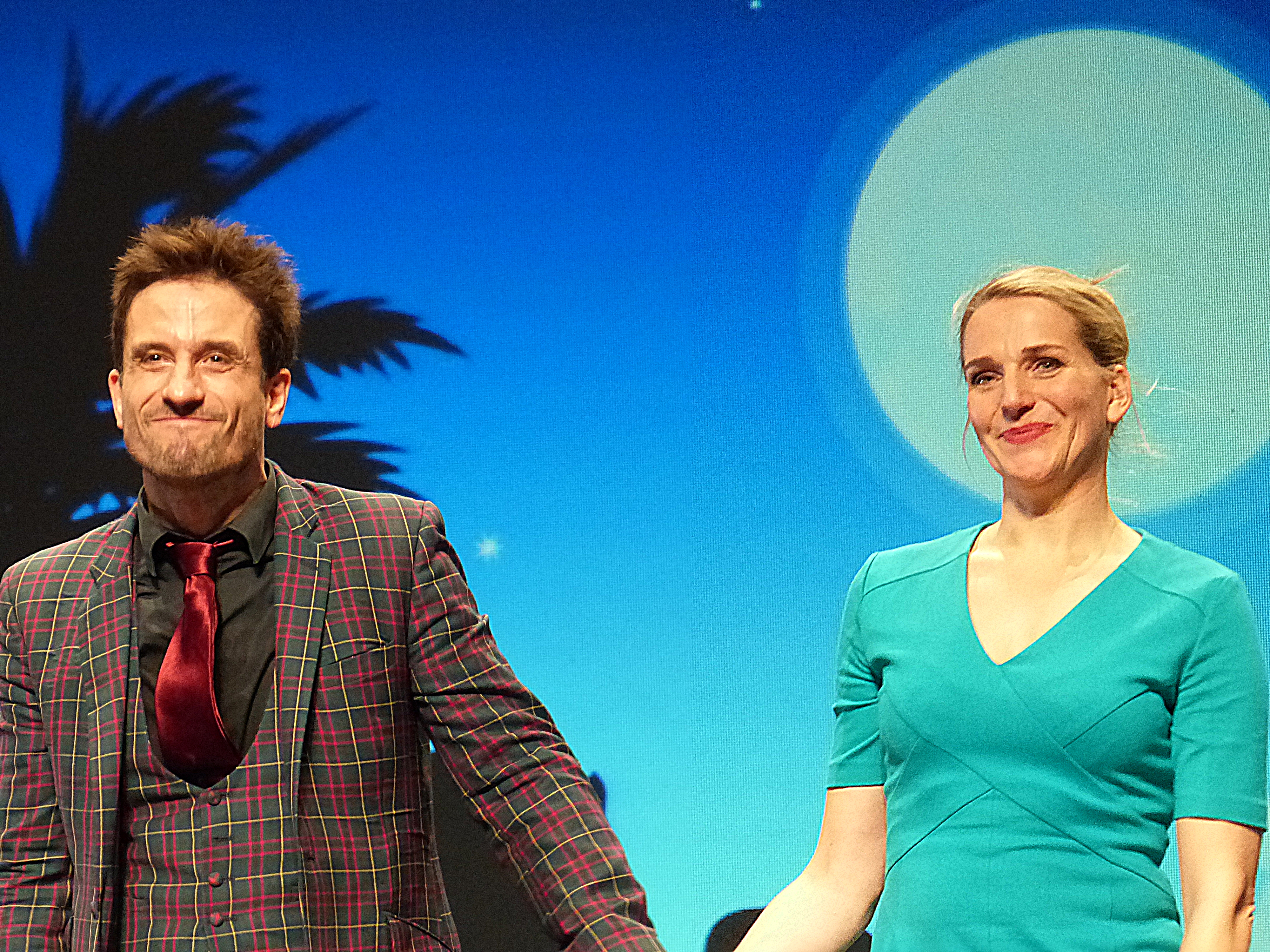
Tanja Wedhorn mi Oliver Mommsen im Theaterstück „Eine Sommernacht“ (2015)

- 1998: Bertolt Brecht: Baal (Emilie) (Thalia Theater)
- 2002–2003: Alan Ayckbourn: Spass beiseite (Anthea) – Regie: Folke Braband (Tribüne Berlin)
- 2012: Daniel Glattauer: Gut gegen Nordwind (Emmi Rothner) – Regie: Rüdiger Hentzschel (Komödie am Kurfürstendamm)
- 2013–2016: David Greig: Eine Sommernacht (Helena) – Regie: Folke Braband (Komödie am Kurfürstendamm)
- 2015–2018: Neil LaBute: Lieber schön (Carly) – Regie: Folke Braband (Komödie am Kurfürstendamm)
- 2018–2020: Mark St. Germain: Die Tanzstunde (Senga Quinn) – Regie: Martin Woelffer (Komödie am Kurfürstendamm)

## Hörbücher
- Hörbuch 1: Bianca – Wege zum Glück / Ein neues Leben
- Hörbuch 2: Bianca – Wege zum Glück / Biancas Traum vom Glück
- Hörbuch 3: Bianca – Wege zum Glück / Liebe findet ihren Weg

Alle drei Hörbücher wurden von Wedhorn gesprochen.

## Hörspiele
- 2015: Ulrich Land: Häuserkampf – Regie: Sven Stricker (Kriminalhörspiel – DKultur)
- 2018: Juli Zeh: Unterleuten – Regie: Judith Lorentz (NDR/rbb)

## Auszeichnungen
- 2005: Goldene Romy in der Kategorie Beliebtester weiblicher Shootingstar.